# 16-Hidroxiesteroide epimerasa
La 16-hidroxiesteroide epimerasa (EC 5.1.99.2) es una enzima que cataliza la siguiente reacción química:
Por lo tanto esta enzima posee como sustrato, a un 16-α-hidroxiesteroide y como producto un 16-β-hidroxiesteroide.
Esta enzima pertenece a la familia de las isomerasas, más específicamente al grupo de las racemasas y epimerasas que actúan sobre otros compuestos. El nombre sistemático de esta clase de enzimas es 16-hidroxiesteroide 16-epimerasa.